# Шлиссельбургский уезд

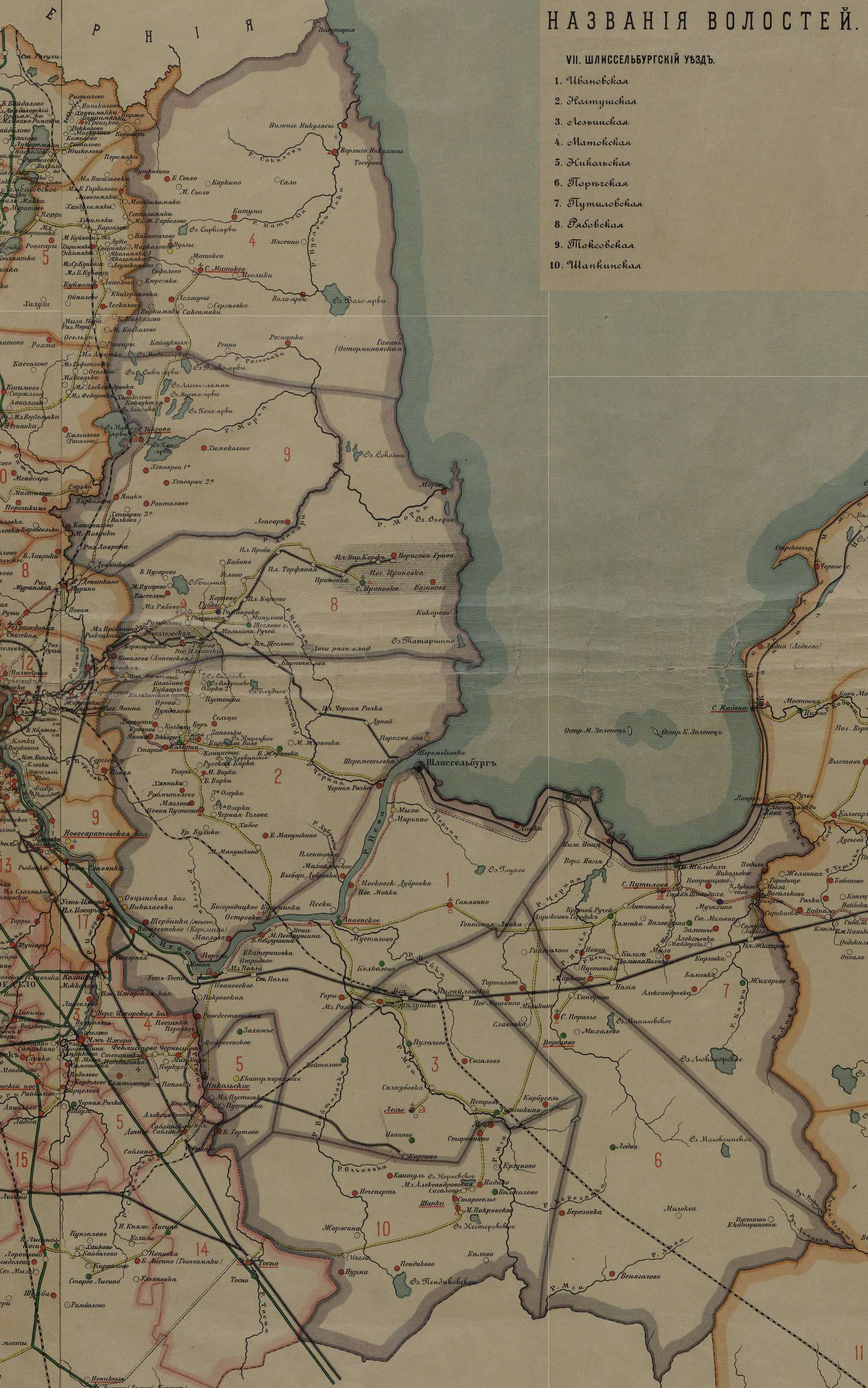
Разделение Шлиссельбургского уезда на волости (с карты Петроградской губернии 1916 года).

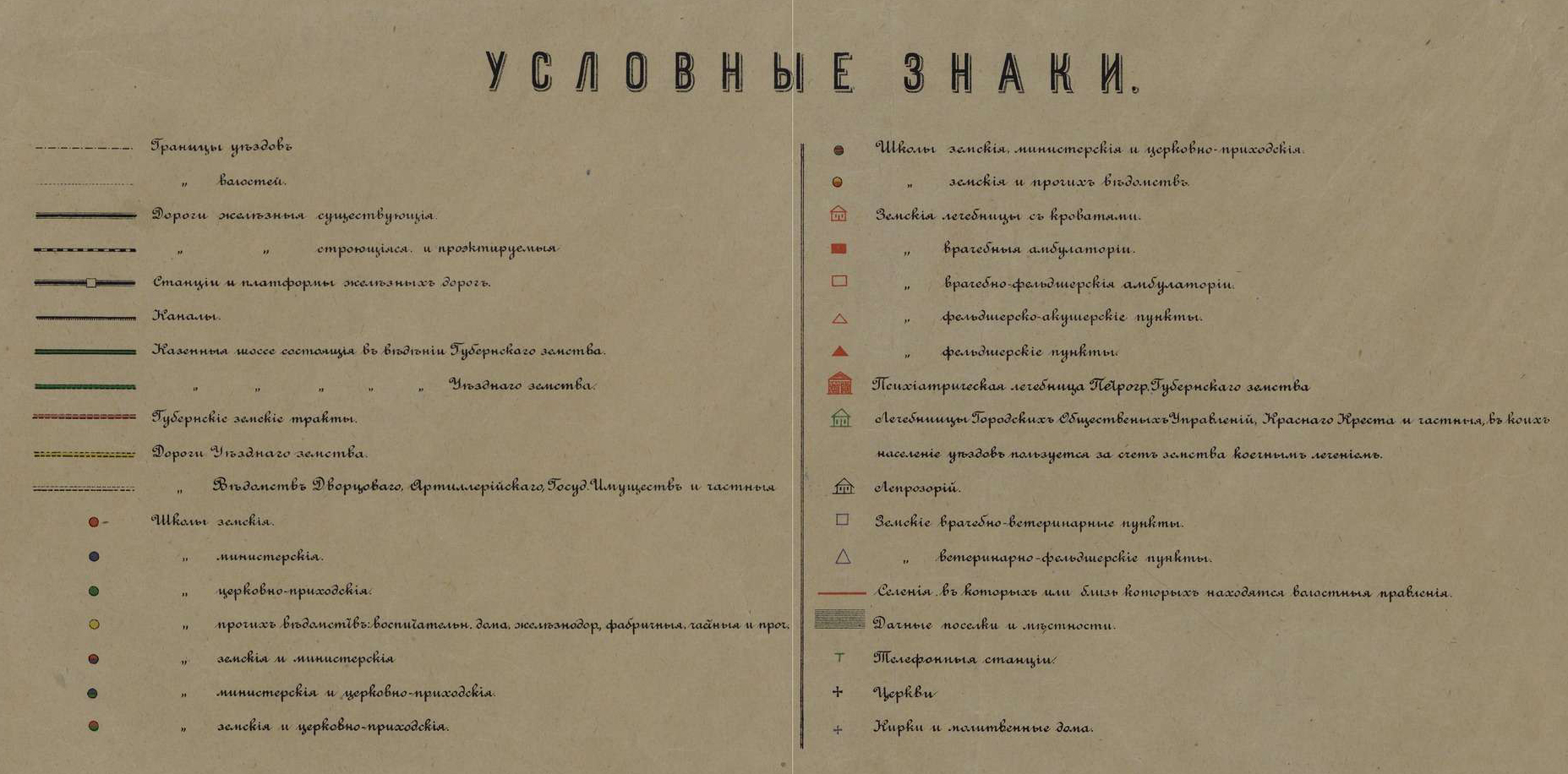
Условные знаки к карте Петроградской губернии 1916 года.

Шлиссельбу́ргский уе́зд — административно-территориальная единица в Санкт-Петербургской губернии Российской империи и РСФСР, существовавшая в 1755—1923 годах. Главный город уезда (уездный город) — Шлиссельбург.

## Географическое положение
Шлиссельбургский уезд располагался в северной части губернии на южном побережье Ладожского озера и граничил с Выборгской губернией Великого княжества Финляндского на севере, Петроградским и Царскосельским уездами на западе, Новоладожским уездом на востоке и с Новгородской губернией на юге.
Площадь уезда в 1897 году составляла 3401,2 вёрст² (3871 км²).

### Современное положение
На данный момент северная часть территории бывшего уезда входит в состав Всеволожского района, а южная часть в состав Кировского и Тосненского районов Ленинградской области.

## История
До завоевания этой территории Швецией крепость Орешек являлась центром Ореховского уезда Водской Пятины Новгородской земли. Затем входила в Шведскую Ингерманландию. Возвращена в состав России Петром I в ходе Северной войны.

### В составе Российской империи
Уезд был образован в составе Санкт-Петербургской губернии в 1755 году. В связи со строительством укреплений Санкт-Петербурга и Кронштадта Шлиссельбург утратил своё значение как крепость, и возросла его роль как одного из административных центров губернии. В 1865 году в уезде была выпущена первая в Российской империи земская марка.
По данным Материалов по статистике народного хозяйства 1885 года, общее количество населения Шлиссельбургского уезда, принадлежащее к составу сельских обществ, составляло 33 588 человек (мужчин — 16 465, женщин — 17 123). Из них русских и ижоры — 18 796 человек, финнов-ингерманландцев (савакотов и эвремейсов) — 14 792 человека.
Национальный состав по волостям:
| Волость     | Русские и ижора | Финны  |
| ----------- | --------------- | ------ |
| Матокская   | 15,7 %          | 84,3 % |
| Токсовская  | 8,9%            | 91,1 % |
| Рябовская   | 53,0%           | 47,0 % |
| Колтушская  | 22,7 %          | 77,3 % |
| Шапкинская  | 47,3 %          | 52,7 % |
| Путиловская | 86,8 %          | 13,2 % |
| Поречская   | 74,5 %          | 25,5 % |
| Лезьенская  | 94,0 %          | 6,0 %  |
| Ивановская  | 96,2 %          | 3,8 %  |

### При советской власти
1 декабря 1922 года Шлиссельбургский уездный комитет ВКП(б) был объединён с Петроградским. 14 февраля 1923 года Шлиссельбургский уезд прекратил своё существование и вошёл в состав Петроградского уезда.

## Административное деление
В 1890 году в состав уезда входило 10 волостей
| № п/п | Волость     | Волостное правление       | Число селений | Население |
| ----- | ----------- | ------------------------- | ------------- | --------- |
| 1     | Ивановская  | с. Ивановское (Анненское) | 18            | 3300      |
| 2     | Колтушская  | с. Колтуши                | 46            | 1806      |
| 3     | Лезьевская  | с. Лезье                  | 11            | 3375      |
| 4     | Матокская   | с. Матокса                | 21            | 3760      |
| 5     | Никольская  | с. Никольское             | 4             | 1308      |
| 6     | Поречская   | с. Поречье                | 13            | 2160      |
| 7     | Путиловская | с. Путилово               | 32            | 7168      |
| 8     | Рябовская   | д. Губки                  | 16            | 2218      |
| 9     | Токсовская  | с. Токсово                | 12            | 3882      |
| 10    | Шапкинская  | с. Шапки                  | 14            | 2056      |

В 1913 году в состав уезда входило также 10 волостей.
В 1920 году в состав уезда входило 14 волостей
| волость     | русские | финны | эстонцы |
| ----------- | ------- | ----- | ------- |
| Ивановская  | 6944    | 978   | 160     |
| Ириновская  | 1623    | 471   | 42      |
| Колтушская  | 1326    | 6230  | 63      |
| Лезьевская  | 3904    | 278   | 46      |
| Лукинская   | 1341    | 188   | 3       |
| Марковская  | 588     | 1712  | 50      |
| Матокская   | 659     | 2609  | 174     |
| Никольская  | 2261    | 3     | 21      |
| Овцынская   | 493     | 250   | 37      |
| Поречская   | 2262    | 92    | 267     |
| Путиловская | 4864    | 40    | 6       |
| Рябовская   | 2083    | 1936  | 191     |
| Токсовская  | 663     | 4198  | 13      |
| Шапкинская  | 1404    | 1767  | 254     |

В 1921 году в состав уезда так же входило 14 волостей, а в 1922 году — 10.

## Население
По данным переписи П. И. Кёппена 1848 года в Шлиссельбургском уезде проживали: ижора — 127 чел., эвремейсы — 7115 чел., савакоты — 5082 чел., финны — 1092 чел., немцы — 112 чел. Всего 15 039 человек национальных меньшинств, русское население данной переписью не учитывалось.
По данным переписи 1897 года в уезде проживало 54 904 чел. В том числе русские — 55,3 %, финны (финляндские и ингерманландские) — 39,3 %. Старообрядцев — 499 человек. В Шлиссельбурге проживало 5284 чел.
Национальный состав Шлиссельбургского уезда в 1920 году:
- Великороссы — 38 381
- Финны — 20 911
- Эсты — 1537
- Немцы — 937
- Поляки — 807
- Латыши — 590
- Литовцы — 149
- Евреи — 115
- Белорусы — 72
- Украинцы — 28
- Прочие и неизвестные — 71
- Всего — 63 598 человек.